# Христо Иванов (химик)
Вижте пояснителната страница за други личности с името Христо Иванов.
Христо Иванов Христов е български професор по органична химия.

## Биография
Роден е на 3 май 1916 г. в Добрич (по онова време в границите на Румъния). Баща му, Иван Христов, е бил железар и колар; починал е скоро след края на Първата световна война. Майка му, Елена Христова, е отгледала сама единствения си син като полусирак от двегодишна възраст. Христо Иванов завършва химия във Физикоматематическия факултет на Софийския университет през 1939 г. Няколко години работи като гимназиален учител в градовете Попово и Карлово, а през 1946 г. е назначен за асистент на академик Димитър Иванов, тогава ръководител на катедрата по органична химия в същия факултет. Христо Иванов е специализирал в областта на органичния синтез в университетите на Лайпциг (1953 – 1954 г.) и Москва (1956 – 1957 г.). Неговата преподавателска и научна кариера е свързана с Физикоматематическия факултет на Софийския университет, от който по-късно (1961 г.) се отделя Химическият факултет (от 2012 г. – Факултет по химия и фармация). През 1957 г. е избран за доцент, а през 1963 г. печели конкурс за професор и ръководител на катедрата по органична химия, какъвто остава до 1979 г. Пенсионира се през 1984 г. 

Хр. Иванов е бил декан на факултета (1972 – 1976) и заместник-ректор на Софийския университет (1962 – 1968). Бил е член на Президиума на Висшата атестационна комисия (ВАК) (1980 – 1986) и председател на Комисията за химически науки при ВАК. За своята академична и изследователска дейност е бил награждаван с ордените Кирил и Методий (I степен) и Народна република България (I степен). По повод на 80-ата му годишнина получава Почетен знак с огърлица на Софийския университет „Св. Климент Охридски“.
Почива на 16 февруари 2004 г. в София на 87-годишна възраст след кратко боледуване.
В навечерието на 100-годишнината от рождението му бе публикуван подробен очерк за живота и творчеството му.

## Научна дейност
Христо Иванов продължава научните изследвания, започнати от неговия предшественик академик Димитър Иванов. Със своите публикувани над 125 статии той дава своя принос за издигането на българската научна школа по органична химия на световно равнище. Главните му интереси са насочени към химията на СН-киселинните съединения и са насочени към решаване на фундаменталните проблеми на химията на карбанионите и на органометалните съединения. Постигнатите резултати водят до разработването на множество нови химични методи за синтез на непознати по-рано органични съединения.
Хр. Иванов, в сътрудничество с проф. Петър Марков, тогава асистент, открива съединението нафталин-магнезий и за първи път показва способността на нафталина и на други многоядрени ароматни въглеводороди, а също и на някои СН-кисели съединения, да реагират с магнезий в течен амоняк. Те се опитват да изяснят структурата на приготвените органомагнезиеви съединения и обясняват получените резултати с явлението металотропия. За тези изследвания през 1979 г. авторите биват удостоени с наградата на БАН за химични и биологични науки „Проф. д-р Асен Златаров“.
Катедрата по органична химия, ръководена от Хр. Иванов, осъществява значителен прогрес в органичния синтез. Разработени са нови синтетични методи, включващи реакция на амбидентни нуклеофилни реагенти (изготвени чрез металиране на естери, нитрили и амиди на алканови и арилоцетни киселини) с N-ацилирани алдимини и кетимини. Така получените нови производни на 3-ациламинопропановите киселини са трансформирани в различни хетероциклени съединения: β-лактами, 1,3-оксазини, 2-имидазолидинони и др.
Иванов и лабораторията му изследват подробно реакцията на 2-бензилбензазоли с ароматни алдехиди, както при условията на междуфазов катализ, така и в апротни разтворители в присъствието на натриев хидроксид, което води до 2-стирилбензазоли или алкохоли, притежаващи бензазолов пръстен. 
Подробни проучвания са били проведени и при условията на реакцията на Михаел (Майкъл) върху присъединяването на метални производни на CH-киселини към субстрати, съдържащи карбонилна или азометинова група или към субстрати с активирана двойна връзка.
Христо Иванов е инициатор на изследването на реакцията на нуклеофилни реагенти с кумарини. Установена е за първи път нова интересна прегрупировка на 3-заместени кумарини до производни на 2-oxochromans-4-оцетната киселина  Прегрупировката е използвана за разработването на препаративни методи за превръщането на нитрили, естери и амиди на кумарин-3-карбоксилната киселина в съответните прегрупирани продукти.

## Преподавателска дейност
Чел е основния курс по органична химия и спецкурса „Органичен синтез“ за студентите химици в Софийския университет. Чел е също курсовете „Химия на отровните вещества“ за студентите химици и „Методи на органичния синтез“ в Научноизследователския химикофармацевтичен институт и в Базата за развитие и внедряване на Химикофармацевтичния завод в София. Под негово научно ръководство са успешно защитени девет докторски дисертации.